# Jon Braendsgaard Toft
Jon Brændsgaard Toft (Aarhus, 23 de diciembre de 1986) es un escritor y músico danés adscrito a los géneros de la ciencia ficción, fantasía y literatura juvenil. Su primer trabajo literario lo realizó a los 15 años cuando escribió la novela de ciencia ficción Den knaldrøde zone —en español: La zona roja brillante— que fue publicado por el sello Mellemgaard en 2005. Desde entonces ha escrito varios libros de la misma serie, además de dos volúmenes de una serie de fantasía que se titula Vampyrkrøniken —en español: Crónica de vampiros—, y que también publicó la editorial Mellemgaard.

## Obras
- Den knaldrøde zone (2005)
- Den azurblå zone (2007)
- Vampyrkrøniken 1: To sider, samme sag (2009)
- Den flaskegrønne zone (2010)
- Vampyrkrøniken 2: Elliot (2010)
- Laya (2011)
- Blå lys (2013)
- I månens skær (2013)
- Peter A.G. og GNAGS - En guide til deres plader (2015)

## Discografía
- The Golden Ship (2007).
- Guitar Man (con Gunnar Snær Gunnarsson, 2008).
- The Vampire Chronicle (2009).
- The Other Side (2009).
- Life Among Ruins (con The Black Leaves, 2010).
- Blooden Diaries (con X Contract, 2010).
- Tales Of Endurance (con The Black Leaves, 2012).